# 抢断
抄截（英語：Steal，又被稱作盜球、偷波、攔截、搶斷）是篮球的防守技術之一。顧名思義是從對手那一方將球奪來，使自己的一方獲得球權，以便進攻得分。有幾種方式的抄截:第一，對手在持球狀態，我方將球拍掉或直接抓來，變成我方隊員拿球。第二，將對方的傳球截斷，變成我方隊員拿球。第三，對方在運球狀態，我方將球拍掉，變成我方球員拿球。不論哪種方式，只要我方積極去干擾敵方，伸手截斷或下手將對方的球拍掉，變成我方的球，這樣子，下手拍球或截球的那一人，就會得到一個抄截的數據。
約翰·斯托克頓是NBA歷史上抄截次數最多的球員，職業生涯一共抄截3265個，平均每場2.2個。麥可·喬丹則是NBA歷史上平均抄截次數最多的球員，平均每場2.3個，而職業生涯一共抄截2514個。
一次成功的抢断在夺走对方进攻机会的同时能给己方带来反攻机会，对士气有很大帮助。

## 相關
NBA總抄截榜